# 50.º distrito congresional de California
El 50.º distrito congresional es un distrito congresional que elige a un Representante para la Cámara de Representantes de los Estados Unidos por el estado de California.  Según la Oficina del Censo, en 2011 el distrito tenía una población de 752 653 habitantes. Se ubica en el Condado de San Diego y el Condado de Riverside. Actualmente el representante es el Demócrata Scott Peters.

## Demografía
Según la Oficina del Censo de los Estados Unidos, en 2011 había 752 653 personas residiendo en el 50.º distrito congresional. De los 752 653 habitantes, el distrito estaba compuesto por 589 189 (78.3%) blancos; de esos, 564 407 (75%) eran blancos no latinos o hispanos. Además 14 163 (1.9%) eran afroamericanos o negros, 2 801 (0.4%) eran nativos de Alaska o amerindios, 105 883 (14.1%) eran asiáticos, 2 270 (0.3%) eran nativos de Hawái o isleños del Pacífico, 35 245 (4.7%) eran de otras razas y 27 884 (3.7%) pertenecían a dos o más razas. Del total de la población 163 762 (21.8%) eran hispanos o latinos de cualquier raza; 143 403 (19.1%) eran de ascendencia mexicana, 2 697 (0.4%) puertorriqueña y 1 146 (0.2%) cubana. Además del inglés, 3 317 (16.9%) personas mayor a cinco años de edad hablaban español perfectamente.
El número total de hogares en el distrito era de 264 465 y el 70.2% eran familias en la cual el 34% tenían menores de 18 años de edad viviendo con ellos. De todas las familias viviendo en el distrito, solamente el 55.9% eran matrimonios. Del total de hogares en el distrito, el 4.5 eran parejas que no estaban casadas, mientras que el 0.5% eran parejas del mismo sexo. El promedio de personas por hogar era de 2.81. 
En 2011 los ingresos medios por hogar en el distrito congresional eran de US$72 709, y los ingresos medios por familia eran de US$112 075. Los hogares que no formaban una familia tenían unos ingresos de US$78 382. El salario promedio de tiempo completo para los hombres era de US$60 690 frente a los US$49 804 para las mujeres. La renta per cápita para el distrito era de US$34 787. Alrededor del 9.1% de la población estaban por debajo del umbral de pobreza.